# Маніпуларії
Маніпуларії (лат. manipularii), пізніше лібурнарії (лат. liburnarii) від лібурни (лат. liburna) — давньоримська морська абордажна піхота. На відміну від поширеної в античну епоху військової тактики корабельного тарану, якій надавали перевагу греки та фінікійці, римляни часто брали ворожі кораблі на абордаж і саме маніпуларії неодноразово вирішували долю морських битв захопленням суден супротивника. Окрім того, маніпуларії використовувалися для десантних операцій.
На відміну від сучасності, коли морська піхота вважається елітним видом війська, в давньоримські часи вона, навпаки, вважалася менш престижною за сухопутні частини. Окрім того, платня за службу на морі була меншою, ніж в легіонах.

## Історія

Будова «ворона»

Широке розповсюдження маніпуларії отримали зі створенням Римом великого морського флоту у 261—260 до н. е. під час Першої Пунічної війни. Згідно історика Полібія, флот налічував 120 великих військових кораблів.
Римляни розуміли, що вони погано володіють класичною тоді технікою морського бою (корабельним тараном) і не можуть в цьому зрівнятися з карфагенцями, тому зробили основну ставку на абордаж. Для цього вони ввели нові технічні пристосування, так звані абордажні «ворони» (лат. corvus), які забезпечили їм на певний час перевагу в морських битвах. Іншою перевагою було збільшення вдвічі чисельності вояків на кожному кораблі. При наближенні до ворожого корабля, абордажні містки, що мали гострий гак, перекидалися на його палубу і чіплялися за неї, чим ворожий корабель позбавлявся можливості маневрувати, а римські легіонери (маніпуларії), перебігши по містку, вступали в бій на палубі ворожого корабля і, маючи чисельну перевагу, досить впевнено здобували перемогу.
Саме завдяки новій тактиці і використанню маніпуларіїв вже в 260 р. до н. е. новозбудований римський флот несподівано легко отримав свою першу перемогу при Мілах на чолі з консулом Гаєм Дуїлієм. Карфаген тоді втратив 50 кораблів: почасти їх було затоплено, почасти — захоплено як трофеї.
Згодом, римляни відмовилися від абордажних воронів через їх серйозний недолік: установка на корабель «ворона» зменшувала остійність судна і багато з них потонуло під час штормів в 255 і 249 роках до н. е. Для висадки маніпуларіїв на ворожі кораблі застосовували нові пристрої під назвою гарпаг, які були зроблені на основі «ворона».